# Wykres trójkątny

Wykres palności pokazujący, które mieszanki metanu, tlenu i obojętnego azotu będą się palić.

Wykres trójkątny (wykres trójskładnikowy, wykres sympleksowy) – wykres w kształcie trójkąta równobocznego przedstawiający w układzie barycentrycznym wartości trzech zmiennych, które sumują się do stałej. Wykres trójkątny znajduje wykorzystanie między innymi w chemii fizycznej, petrologii, mineralogii, metalurgii i innych naukach fizycznych do przedstawiania układów złożonych z trzech składników.
W genetyce populacyjnej trójkątny wykres częstości genotypów nazywany jest diagramem de Finettiego. W teorii gier i optymalizacji wypukłej ten sam wykres nazywany jest niekiedy wykresem sympleksowym. W chemii wykres trójkątny pozwalający przedstawić wzajemną rozpuszczalność trzech cieczy nazywa się trójkątem Gibbsa. W inżynierii środowiska i gleboznawstwie wykres trójkątny nazywany jest trójkątem Ferreta lub Fereta.